# Ужас на Мартинз Бич
«Ужас на Мартинз Бич» или «Ужас на берегу Мартина» (англ. The Horror at Martin’s Beach) — это короткий рассказ американского писателя Говарда Филлипса Лавкрафта, написанный в соавторстве с Соней Грин, его женой, в июне 1922 года. Рассказ впервые был опубликован под названием «Невидимый монстр» в ноябрьском выпуске «Weird Tales» 1923 года.

## Сюжет
8 августа 1922 года на морском курорте Мартинз-Бич в Глостере произошло кошмарное событие, которое впоследствии старались сокрыть владельцы фешенебельного отеля Уэйвкрест-Инн. 17 мая команда рыболовного смэка «Альма» капитана Джеймса Орна после продолжительного боя убила 50-футового морского монстра из глубин. Существо имело странные анатомические аномалии, такие как один большой глаз и рудиментарные передние ноги, и шестипалые ступни вместо грудных плавников. Осмотрев его, биологи выяснили, что это всего лишь несовершеннолетний детеныш неизвестного вида, который явился из почти немыслимых глубин.  

Орн превратил чудовище на корабле в музей у причала Мартинз-Бич. Два месяца спустя, 20 июля, судно вместе с экспонатом и сторожем исчезло во время шторма. Орн, при поддержке рыболовных судов, предпринял поисковую операцию. Ночью, когда взошла Луна, очевидцы услышали как из недр океана исторгся душераздирающий крик. Дюжина крепких мужчин забросили в направлении крика надувной круг с веревкой, но никак не могли её вытащить. Толпа строила догадки про чудовище или подводные лодки. Вдруг, мужчины осознали, что не могут отпустить веревку и их руки таинственным образом приклеены к тросу, что тянет их в море. Они молча шли топиться. Орн и спасатели оказались загипнотизированы и утянуты в воду явно мстительной матерью существа, к ужасу наблюдающей толпы.  
Это явление зла, что мир никогда не знал. Змеящаяся линия качающихся голов стала плохо видна. В сторону берега оборачивались мертвенно бледные лица жертв. Началась буря и гром сотряс море. Вглядываясь вдаль этих голов, явился еще один глаз; единственный глаз, светившийся ужасом. Этот глаз столь поражал разум, что видение скоро прошло. Зажатая в когтях таинственной силы, группа обреченных затягивалась в море; их молчаливые крики и невысказанные мольбы были доступны лишь демонам черных волн и ночного ветра. Взбесившееся небо разорвалось вспышкой молнии с грохотом поистине сатанинской ярости. Посреди ослепляющего света, испускаемого нисходящим огнем, голос небес наполнился всеми богохульствами ада и смешался с агонией раскатов грома в едином апокалиптическом, разрывающем планету циклопическом грохоте.
Буря резко прекратилась, по морю прокатилась затухающая рябь, что была следствием водоворота далеко за полоской лунного света, откуда первоначально донесся странный вопль. Из бездонных глубин просочилось слабое эхо зловещего смеха.

## Персонажи
Джеймс П. Орн (англ. Capt. James P. Orne) — капитан рыбацкого судна «Альма» из Глочестера.
Профессор Альтон или Ахон (англ. Prof. Alton)  — описал чудовище в статье «Ограниченно ли познание Человечеством гипнотических сил»
Морской монстр (англ. Marine Monster) — морское чудовище, обитатель почти невероятных морских глубин, возможно, тысяч футов. Монстр обладал одним светящимся глазом. 
Туловище существа имело форму, близкую к цилиндрической, при длине около 50 футов и десяти футах в поперечнике. Безошибочно, оно имело жабры и относилось к классу рыб, но при этом обладало рудиментарными передними конечностями и шестипалые ступни на месте грудных плавников. Невероятно широкая пасть, толстая чешуйчатая кожа и единственный глубоко посаженный глаз поражали воображение не меньше, чем колоссальные размеры морского чудовища, которое являлось младенцем.

## Вдохновение
Соня Грин выступала соавтором двух рассказов: «Ужас на Мартинз Бич» и «Четвёртый час». В начале упоминаются ложные мифы, когда рыбаки выловили гигантскую рыбу у побережья Флориды в 1922 году — вероятно, случай из газетных статей или городская легенда послужили вдохновением для этого рассказа. Морское чудовище воздействует на людей гипнотически, как и Дагон из рассказа «Дагон». Появление чудовища сопровождается бурей и водоворотом, — подобное описание присуще Древним богам из рассказов «Белый корабль» и «Крадущийся Хаос». В рассказе «Картина в доме» упоминаются морские чудовища, которых художники изображают на античных картах.
В этом рассказе впервые появляется ряд деталей, которые Лавкрафт будет часто описывать в последующих произведениях. Лавкрафт будет использовать фамилию Мартенс в рассказе «Затаившийся Страх». Лавкрафт будет описывать «голос с небес» и фамилию Орн в романе «Случай Чарльза Декстера Варда». В повести «Хребты Безумия» Лавкрафт будет описывать морских чудовищ. Лавкрафт будет описывать подводные лодки и катастрофические события, которые власти запрещают оглашать в повести «Тень над Иннсмутом».

## Связь с другими произведениями
В рассказе «Дагон» описан появляется морское чудовище — Дагон.
В рассказе «Белый корабль» корабль следует на звук сирен и тонет в водовороте.
В рассказе «Лунная топь» процессия людей безвольно шла на утопление в болото.